# Chapelle de Lestreviau
La chapelle de Lestreviau est la dernière chapelle que compte la commune de Plougoumelen dans le Morbihan. 

## Historique
Cette  chapelle existait certainement avant le XVIe siècle, probablement au XVe siècle comme en témoignent les petites figures aux angles du toit typiques du XVe siècle. La chapelle actuelle date du XVIIIe siècle. Elle est dédiée à Saint Thuriau.
Depuis 1975, la chapelle fait l'objet de restaurations. En 2011, la réfection du sol en terre et la remise en état des murs de la sacristie par les méthodes traditionnelles à base de chaux et de sable ont été effectuées dans le respect de la construction initiale.

## Architecture
Le plan de la chapelle est rectangulaire. Le pignon ouest est surmonté d'un clocheton. Le sol est en terre battue.
La façade Nord comporte une seule fenêtre. 
La façade Sud comporte une petite porte et une fenêtre. 
La façade Est comporte une fenêtre.

## Statuaire
Trois des statues de cette chapelle sont en bois et classées :
- une Vierge et l'enfant. Elle est datée de la seconde moitié du XVIe siècle. La vierge tient le livre verticalement et fermé vers le bas et l'enfant Jésus devait tenir dans ses mains un livre ouvert en symbole du passage de l'Ancien au Nouveau Testament.
- Un Christ en croix. Elle est datée du XVIIe siècle. Elle est probablement issue du même atelier que la statue de la Vierge.
- Saint Thuriau. Elle est datée de la fin du XVe siècle, avant le concile de Trente. Sa petite taille lui permettait de servir pour les processions.